# 諸麥俊司
諸麥 俊司（もろむぎ しゅんじ、1973年 - ）は、日本の工学者。博士（Ph.D.）。専門は医用工学、福祉工学、生体工学、生体情報計測。中央大学准教授（2022年度現在）。

## 経歴
鹿児島県姶良市出身。鹿児島県立加治木高等学校を経て、1997年に長崎大学工学部機械システム工学科を卒業。1999年に電気通信大学大学院情報システム学研究科博士前期課程を修了し、修士（工学）の学位を取得。2003年、カリフォルニア大学アーバイン校Dept. of Civil&Environmental Engineering博士課程（Ph.D course）を修了し、Ph.D.（博士号）を取得。
2002年長崎大学工学部助手着任、2007年同学部助教に配置換え。2008年9月からこころ医療福祉専門学校非常勤講師（2014年3月まで）。2010年3月～10月、カリフォルニア大学アーバイン校The Henry Samueli School of EngineeringのDept. of Biomedical Engineeringで客員研究員。2011年10月～2011年12月、デンマークのオールボー大学で研究。また、2011年4月から2014年3月まで長崎大学大学院工学研究科助教。2014年4月、中央大学理工学部電気電子情報通信工学科准教授に就任。
2008年度計測自動制御学会論文賞、2012年度日本機械学会ロボティクス・メカトロニクス部門　部門一般表彰―ベストプレゼンテーション賞、2012年度日本機械学会教育賞を受賞。日本生体医工学会、日本ロボット学会、日本機械学会、IEEE、計測自動制御学会、日本睡眠学会、日本コンピュータ外科学会に所属。